# Jörg Hoffmann (slittinista)
Jörg Hoffmann (Sondershausen, 15 marzo 1963) è un ex slittinista tedesco.
Prima della riunificazione della Germania (1990), ha gareggiato per la nazionale tedesca orientale di slittino.

## Biografia
Iniziò a gareggiare per la nazionale tedesca orientale, per la quale ottenne tutti i suoi successi, nelle varie categorie giovanili nella specialità del doppio, ottenendo la vittoria nei primi campionati mondiali juniores in coppia con Jochen Pietzsch, con il quale ha condiviso anche tutti i suoi successivi risultati nella specialità biposto.
Esordì in Coppa del Mondo nella stagione 1979/80, conquistò il primo podio il 27 gennaio 1980 nel singolo ad Hammarstrand (2°) e la prima vittoria il 6 marzo 1983 nel doppio ad Oberhof. Trionfò in classifica generale nella specialità del doppio nell'edizione del 1983/84.
Prese parte a due edizioni dei Giochi olimpici invernali, entrambe le volte nel doppio e riuscendo in tutte e due le occasioni a portare a casa una medaglia: a Sarajevo 1984 vinse il bronzo ed a Calgary 1988 conquistò l'oro.
Ai campionati mondiali ottenne quattro medaglie d'oro, tre nel doppio ed una nella gara a squadre, nonché una d'argento nel singolo e due di bronzo ancora nel doppio. Nelle rassegne continentali vinse due titoli continentali ad Igls 1990, nel doppio e nella gara a squadre, oltre ad una medaglia d'argento.
Dopo la mancata qualificazione ai Giochi di Albertville 1992 decise di ritirarsi dall'attività agonistica.

## Palmarès

### Olimpiadi
- 2 medaglie:
  - 1 oro (doppio a Calgary 1988);
  - 1 bronzo (doppio a Sarajevo 1984).

### Mondiali
- 7 medaglie:
  - 4 ori (doppio a Lake Placid 1983; doppio a Oberhof 1985; doppio a Igls 1987; gara a squadre a Calgary 1990);
  - 1 argento (singolo a Oberhof 1985);
  - 2 bronzi (doppio a Winterberg 1989; doppio a Calgary 1990).

### Europei
- 3 medaglie:
  - 2 ori (doppio, gara a squadre ad Igls 1990)
  - 1 argento (doppio ad Hammarstrand 1986).

### Mondiali juniores
- 1 medaglia:
  - 1 oro (doppio a Lake Placid 1982).

### Coppa del Mondo
- Vincitore della Coppa del Mondo nella specialità del doppio nel 1983/84.
- 27 podi (5 nel singolo, 22 nel doppio):
  - 12 vittorie (1 nel singolo, 11 nel doppio);
  - 10 secondi posti (3 nel singolo, 7 nel doppio);
  - 5 terzi posti (1 nel singolo, 4 nel doppio).

#### Coppa del Mondo - vittorie
| Data             | Luogo        | Paese          | Disciplina                 |
| ---------------- | ------------ | -------------- | -------------------------- |
| 6 marzo 1983     | Oberhof      | Germania Est   | Doppio con Jochen Pietzsch |
| 8 gennaio 1984   | Hammarstrand | Svezia         | Doppio con Jochen Pietzsch |
| 4 marzo 1984     | Oberhof      | Germania Est   | Doppio con Jochen Pietzsch |
| 24 febbraio 1985 | Königssee    | Germania Ovest | Doppio con Jochen Pietzsch |
| 10 marzo 1985    | Oberhof      | Germania Est   | Doppio con Jochen Pietzsch |
| 23 febbraio 1986 | Sankt Moritz | Svizzera       | Singolo                    |
| 23 febbraio 1986 | Sankt Moritz | Svizzera       | Doppio con Jochen Pietzsch |
| 22 febbraio 1987 | Calgary      | Canada         | Doppio con Jochen Pietzsch |
| 20 dicembre 1987 | Igls         | Austria        | Doppio con Jochen Pietzsch |
| 7 gennaio 1990   | Oberhof      | Germania Est   | Doppio con Jochen Pietzsch |
| 2 dicembre 1990  | Oberhof      | Germania       | Doppio con Jochen Pietzsch |
| 8 dicembre 1990  | Königssee    | Germania       | Doppio con Jochen Pietzsch |